# Cipocereus
Cipocereus es un género de plantas suculentas brasileño perteneciente a la familia Cactaceae. Contiene 5 especies aceptadas, y anteriormente éstas estaban incluidas en los géneros Pilosocereus y Cereus.

## Descripción
Las especies de este género tienen crecimiento arbustivo y los tallos son columnares. A veces se ramifican y alcanzan alturas de hasta 3,5 m. Los tallos son cilíndricos, algo leñosos y tienen un diámetro de 2 a 5 cm. 
Presentan de 4 a 21 costillas sobre las que se asientan areolas redondeadas de color blanco o marrón. De ellas surgen de pocas a muchas espinas, que a veces pueden faltar y son de forma variable.
Las flores son blancas y tubulares. Se abren por la noche y a veces permanecen abiertas hasta el día siguiente. El pericarpio y el tubo floral son acanalados, más o menos redondos en sección transversal y están recubiertos de una cera espesa de color azul. También tienen escamas estrechas que están muy espaciadas.
Los frutos, que tienen forma esférica u ovalada, no se abren. Son de color gris azulado y presentan restos florales. Las semillas, de color marrón negruzco o negro, más o menos opacas, son ovaladas y miden de 1 a 2 mm de largo.

## Distribución
El área de distribución nativa de este género es el sureste de Brasil.

## Taxonomía
El género fue descrito por el botánico alemán Friedrich Ritter y publicado en el libro Kakteen in Südamerika 1: 54 en 1979.
Etimología
Cipocereus: nombre genérico que deriva de la combinación de las palabras cipo (que hace referencia a la Sierra del Cipó en el estado brasileño de Minas Gerais, lugar donde se ubica una de la especies) y la palabra latina cereus (que se traduce como 'vela' o 'cirio'), haciendo alusión a su forma alargada perfectamente recta.

## Especies aceptadas
Actualmente, el género Cipocereus consta de 5 especies aceptadas según Plants of the World Online (POWO):
| Imagen | Nombre científico                                                | Distribución                     |
| ------ | ---------------------------------------------------------------- | -------------------------------- |
|        | Cipocereus bradei (Backeb. & Voll) Zappi & N.P.Taylor            | Sudeste de Brasil (Minas Gerais) |
|        | Cipocereus crassisepalus (Buining & Brederoo) Zappi & N.P.Taylor | Sudeste de Brasil (Minas Gerais) |
|        | Cipocereus laniflorus N.P.Taylor & Zappi                         | Sudeste de Brasil (Minas Gerais) |
|        | Cipocereus minensis (Werderm.) F.Ritter                          | Sudeste de Brasil (Minas Gerais) |
|        | Cipocereus pleurocarpus F.Ritter                                 | Sudeste de Brasil (Minas Gerais) |